# Großer Preis von Monaco 2015
Der Große Preis von Monaco 2015 (offiziell Formula 1 Grand Prix de Monaco 2015) fand am 24. Mai auf dem Circuit de Monaco in Monte-Carlo statt und war das sechste Rennen der Formel-1-Weltmeisterschaft 2015.

## Bericht

### Hintergründe
Nach dem Großen Preis von Spanien führte Lewis Hamilton in der Fahrerwertung mit 20 Punkten vor Nico Rosberg und mit 31 Punkten vor Sebastian Vettel. In der Konstrukteurswertung führte Mercedes mit 70 Punkten vor Ferrari und mit 121 Punkten vor Williams.
Beim Großen Preis von Monaco stellte Pirelli den Fahrern die Reifenmischungen P Zero Soft (gelb) und P Zero Supersoft (rot) sowie für Nässe Cinturato Intermediates (grün) und Cinturato Full-Wets (blau) zur Verfügung.
Im Vergleich zum Vorjahr wurden bauliche Veränderungen an der Strecke vorgenommen. Aufgrund von Umbauarbeiten am Hafen wurde die Strecke zwischen Tabac und Schwimmbad um etwa 2,5 Meter nach links versetzt. Hierdurch verkürzte sich die Gesamtlänge der Strecke um drei Meter auf nun 3,337 km. Die Leitplanken am Scheitelpunkt der Ausgangskurve des Schwimmbads wurde nach hinten versetzt, um den Piloten eine bessere Sicht zu bieten. Darüber hinaus wurden hier neue Randsteine installiert. Auch wurden große Teile der gesamten Strecke neu asphaltiert.
Im Gegensatz zu den anderen Rennstrecken im Rennkalender gab es in Monaco nur eine DRS-Zone, die sich auf der Start-Ziel-Geraden befand und im Vergleich zum Vorjahr unverändert blieb. Sie begann 18 Meter nach der letzten Kurve, der Messpunkt lag 80 Meter hinter der Piscine.
Marcus Ericsson (fünf), Pastor Maldonado, Sergio Pérez (jeweils vier), Jenson Button, Romain Grosjean, Nico Hülkenberg und Roberto Merhi (jeweils zwei) gingen mit Strafpunkten ins Rennwochenende.
Mit Fernando Alonso, Rosberg (jeweils zweimal), Kimi Räikkönen, Hamilton, Button und Vettel (jeweils einmal) traten sechs ehemalige Sieger zu diesem Grand Prix an.
Als Rennkommissare fungierten, wie bereits 2013, José Abed (MEX), Christian Calmes (MON), Tom Kristensen (DEN) und Lars Österlind (SWE).

### Training
Die ersten beiden Trainingssitzungen fanden in Monaco traditionell am Donnerstag statt.
Im ersten freien Training fuhr Hamilton in 1:18,750 Minuten die Bestzeit vor Max Verstappen und Daniel Ricciardo.
Im zweiten freien Training fuhr Hamilton mit einer Rundenzeit von 1:17,192 Minuten erneut die Bestzeit vor Rosberg und Vettel. Ericsson konnte wegen eines Problems mit seiner Antriebseinheit nicht am Training teilnehmen. Das Training musste nach rund 15 Minuten nach einem Unfall von Merhi in der Hafenschikane unterbrochen werden. Während der Trainingsunterbrechung begann es zu regnen. Da für das restliche Rennwochenende trockenes Wetter vorhergesagt war, verzichteten die Fahrer darauf, nach der Freigabe des Trainings erneut auf die Strecke zu gehen. Erst wenige Minuten vor Ende des Trainings fuhren mehrere Piloten noch einige Runden.
Im dritten freien Training fuhr Vettel mit einer Rundenzeit von 1:16,134 Minuten die Bestzeit vor Rosberg und Hamilton. Das Training musste unterbrochen werden, nachdem Räikkönen in Sainte Devote in die Streckenbegrenzung geprallt war.

### Qualifying
Das Qualifying bestand aus drei Teilen mit einer Nettolaufzeit von 45 Minuten. Im ersten Qualifying-Segment (Q1) hatten die Fahrer 18 Minuten Zeit, um sich für das Rennen zu qualifizieren. Alle Fahrer, die im ersten Abschnitt eine Zeit erzielten, die maximal 107 Prozent der schnellsten Rundenzeit betrug, qualifizierten sich für den Grand Prix. Die besten 15 Fahrer erreichten den nächsten Teil. Rosberg fuhr die schnellste Rundenzeit. Die Manor-Piloten, die Sauber-Piloten sowie Valtteri Bottas schieden aus.
Der zweite Abschnitt (Q2) dauerte 15 Minuten. Die schnellsten zehn Piloten qualifizierten sich für den dritten Teil des Qualifyings. Rosberg war erneut Schnellster. Alonso, der wegen technischen Problemen nur eine langsame Runde fahren konnte, Felipe Massa, Hülkenberg, Button und Grosjean schafften es nicht in den letzten Teil des Zeitentrainings.
Der finale Abschnitt ging über eine Zeit von zwölf Minuten, in denen die ersten zehn Startpositionen vergeben wurden. Hamilton fuhr die Bestzeit vor Rosberg und Vettel. Er errang damit seine fünfte Pole-Position in diesem Jahr.
Grosjean erhielt wegen eines Getriebewechsels eine Startplatzstrafe in Höhe von fünf Plätzen. Im Anschluss an das Qualifying wurde Carlos Sainz jr. disqualifiziert, da er die Aufforderung ignoriert hatte, sein Fahrzeug wiegen zu lassen. Ihm wurde erlaubt, aus der Boxengasse zu starten.

### Rennen
Beim Start blieb Hamilton vor Rosberg und Vettel, Daniil Kwjat ging an seinem Teamkollegen Ricciardo vorbei. In der ersten Runde kam es zu einer Kollision zwischen Alonso und Hülkenberg. Hülkenberg fiel ans Ende des Feldes zurück und musste an der Box den Frontflügel wechseln lassen, Alonso konnte weiterfahren und erhielt eine Fünf-Sekunden-Strafe. Auch Massa musste einen neuen Frontflügel montieren lassen.
Maldonado klagte schon zu Rennbeginn über Bremsprobleme. Verstappen kollidierte in der Hafenschikane mit Maldonado und beschädigte sich dabei seinen Frontflügel. Beide konnten jedoch zunächst weiterfahren. Wenige Runden später musste Maldonado seinen Wagen abstellen.
Hamilton konnte sich an der Spitze absetzen und lag vor den Boxenstopps rund zehn Sekunden in Führung. Vettel, Rosberg und Hamilton kamen nacheinander zum Reifenwechsel an die Box, die Reihenfolge blieb dabei unverändert.
Hamilton setzte sich weiter ab und lag mit rund zwanzig Sekunden Vorsprung an der ersten Position. In der 64. Runde kollidierte Verstappen beim Anbremsen von Sainte Devote mit Grosjean, dabei brach seine Vorderradaufhängung und er prallte mit hoher Geschwindigkeit in die Streckenbegrenzung. Verstappen wurde von den Rennkommissaren als Verursacher der Kollision gesehen und mit einer Startplatzstrafe in Höhe von fünf Plätzen beim nächsten Rennen sowie mit zwei Strafpunkten belegt. Grosjean konnte nach dem Unfall weiterfahren, sein Wagen war jedoch beschädigt und er fiel bis auf den zwölften Platz zurück.
Zur Bergung des Wagens wurde zunächst eine virtuelle Safety-Car-Phase ausgerufen, wenig später ging dann jedoch das Safety-Car auf die Strecke. Mercedes entschied sich dazu, Hamilton an die Box zu holen, um einen frischen Satz weicher Reifen zu montieren. Da Ricciardo der einzige übrige Fahrer war, der an die Box ging, kam Hamilton ganz knapp hinter Rosberg und Vettel an dritter Stelle liegend auf die Strecke zurück.

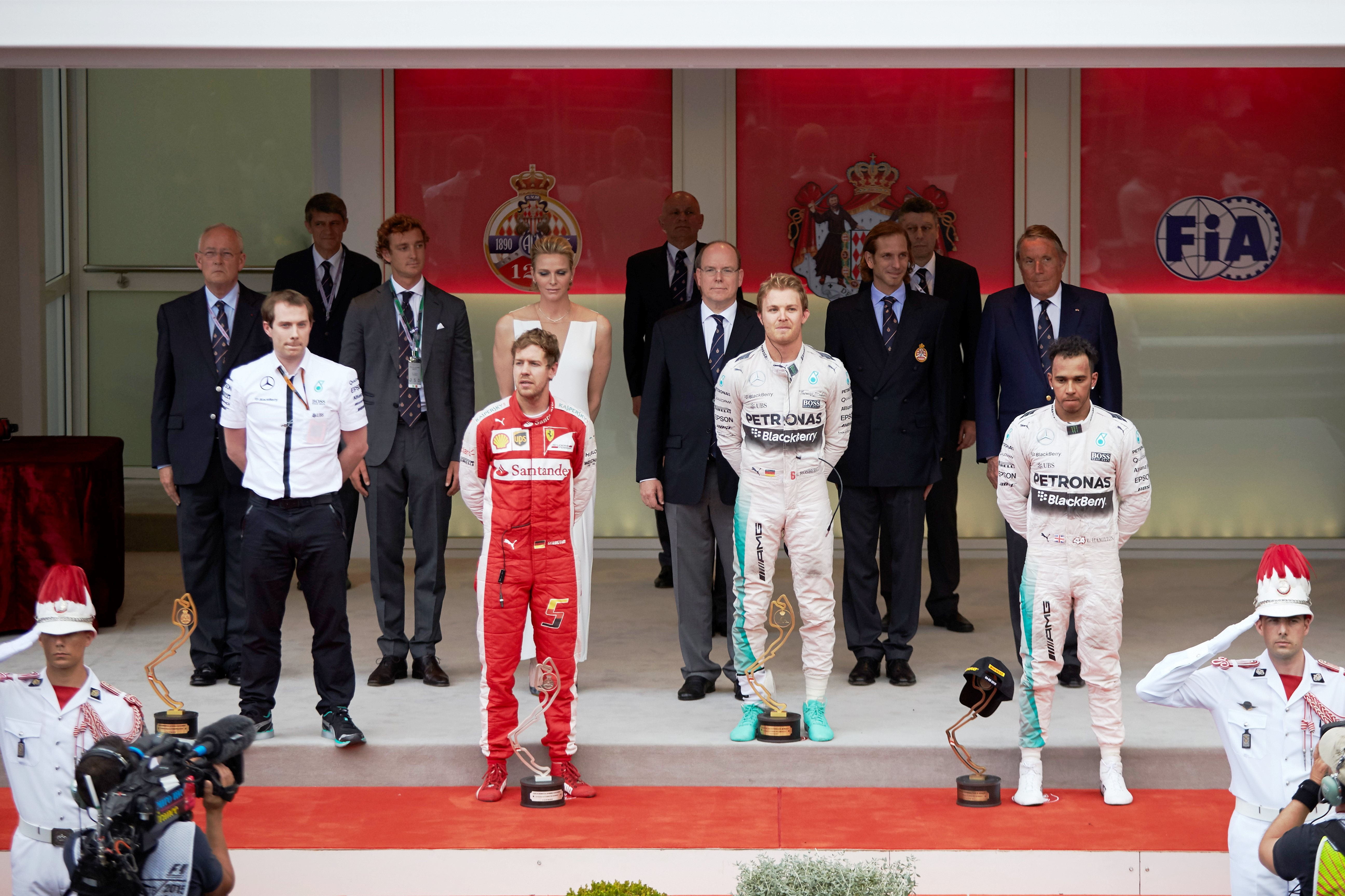
Die drei erstplatzierten Fahrer bei der Siegerehrung

Das Rennen wurde in der 71. Runde wieder freigegeben. Rosberg konnte sich von Vettel absetzen, der von Hamilton angegriffen wurde. Es gelang Hamilton jedoch nicht, vorbeizukommen. Ricciardo ging an Räikkönen vorbei, dabei kam es zu einer leichten Berührung der Fahrzeuge. Kwjat ließ auf Anweisung des Teams Ricciardo passieren, der auf Vettel und Hamilton aufschließen konnte, jedoch nicht vorbeikam. Red Bull bat daraufhin Ricciardo, Kwjat in der letzten Runde wieder überholen zu lassen, falls er nicht an Hamilton vorbeikommen sollte.
Rosberg gewann das Rennen vor Vettel und Hamilton. Es war Rosbergs zweiter Saisonsieg und sein dritter Monaco-Sieg in Folge. Er war damit nach Graham Hill (1963–1965), Alain Prost (1984–1986) und Ayrton Senna (1989–1993) der vierte Fahrer, dem dies gelang. Die Top 10 komplettierten Kwjat, Ricciardo, Räikkönen, Pérez, Button, Felipe Nasr und Sainz jr. Es waren die ersten Punkte für Button und McLaren-Honda in der Saison.
In der Fahrerwertung konnte Rosberg den Rückstand auf Hamilton verkürzen, Vettel blieb auf Platz drei. In der Konstrukteurswertung blieben die ersten drei Positionen unverändert, Mercedes konnte den Vorsprung auf Ferrari weiter ausbauen.

## Meldeliste
| Team                          | Nr. | Fahrer           | Chassis                | Motor                       | Reifen |
| ----------------------------- | --- | ---------------- | ---------------------- | --------------------------- | ------ |
| Mercedes AMG Petronas F1 Team | 44  | Lewis Hamilton   | Mercedes F1 W06 Hybrid | Mercedes-Benz PU106B Hybrid | P      |
| Mercedes AMG Petronas F1 Team | 06  | Nico Rosberg     | Mercedes F1 W06 Hybrid | Mercedes-Benz PU106B Hybrid | P      |
| Infiniti Red Bull Racing      | 03  | Daniel Ricciardo | Red Bull RB11          | Renault Energy F1 2015      | P      |
| Infiniti Red Bull Racing      | 26  | Daniil Kwjat     | Red Bull RB11          | Renault Energy F1 2015      | P      |
| Williams Martini Racing       | 19  | Felipe Massa     | Williams FW37          | Mercedes-Benz PU106B Hybrid | P      |
| Williams Martini Racing       | 77  | Valtteri Bottas  | Williams FW37          | Mercedes-Benz PU106B Hybrid | P      |
| Scuderia Ferrari              | 05  | Sebastian Vettel | Ferrari SF15-T         | Ferrari 059/4               | P      |
| Scuderia Ferrari              | 07  | Kimi Räikkönen   | Ferrari SF15-T         | Ferrari 059/4               | P      |
| McLaren Honda                 | 14  | Fernando Alonso  | McLaren MP4-30         | Honda RA615H                | P      |
| McLaren Honda                 | 22  | Jenson Button    | McLaren MP4-30         | Honda RA615H                | P      |
| Sahara Force India F1 Team    | 27  | Nico Hülkenberg  | Force India VJM08      | Mercedes-Benz PU106B Hybrid | P      |
| Sahara Force India F1 Team    | 11  | Sergio Pérez     | Force India VJM08      | Mercedes-Benz PU106B Hybrid | P      |
| Scuderia Toro Rosso           | 33  | Max Verstappen   | Toro Rosso STR10       | Renault Energy F1 2015      | P      |
| Scuderia Toro Rosso           | 55  | Carlos Sainz jr. | Toro Rosso STR10       | Renault Energy F1 2015      | P      |
| Lotus F1 Team                 | 08  | Romain Grosjean  | Lotus E23 Hybrid       | Mercedes-Benz PU106B Hybrid | P      |
| Lotus F1 Team                 | 13  | Pastor Maldonado | Lotus E23 Hybrid       | Mercedes-Benz PU106B Hybrid | P      |
| Manor Marussia F1 Team        | 28  | Will Stevens     | Marussia MR03          | Ferrari 059/3               | P      |
| Manor Marussia F1 Team        | 98  | Roberto Merhi    | Marussia MR03          | Ferrari 059/3               | P      |
| Sauber F1 Team                | 09  | Marcus Ericsson  | Sauber C34             | Ferrari 059/4               | P      |
| Sauber F1 Team                | 12  | Felipe Nasr      | Sauber C34             | Ferrari 059/4               | P      |

## Klassifikationen

### Qualifying
| Pos.                                                                      | Fahrer           | Konstrukteur         | Q1       | Q2       | Q3       | Start |
| ------------------------------------------------------------------------- | ---------------- | -------------------- | -------- | -------- | -------- | ----- |
| 01                                                                        | Lewis Hamilton   | Mercedes             | 1:16,588 | 1:15,864 | 1:15,098 | 01    |
| 02                                                                        | Nico Rosberg     | Mercedes             | 1:16,528 | 1:15,471 | 1:15,440 | 02    |
| 03                                                                        | Sebastian Vettel | Ferrari              | 1:17,502 | 1:16,181 | 1:15,849 | 03    |
| 04                                                                        | Daniel Ricciardo | Red Bull-Renault     | 1:17,254 | 1:16,706 | 1:16,041 | 04    |
| 05                                                                        | Daniil Kwjat     | Red Bull-Renault     | 1:16,845 | 1:16,453 | 1:16,182 | 05    |
| 06                                                                        | Kimi Räikkönen   | Ferrari              | 1:17,660 | 1:16,440 | 1:16,427 | 06    |
| 07                                                                        | Sergio Pérez     | Force India-Mercedes | 1:17,376 | 1:16,999 | 1:16,808 | 07    |
| 08                                                                        | Pastor Maldonado | Lotus-Mercedes       | 1:17,630 | 1:16,775 | 1:16,946 | 08    |
| 09                                                                        | Max Verstappen   | Toro Rosso-Renault   | 1:16,750 | 1:16,546 | 1:16,957 | 09    |
| 10                                                                        | Romain Grosjean  | Lotus-Mercedes       | 1:17,767 | 1:17,007 | –        | 15    |
| 11                                                                        | Jenson Button    | McLaren-Honda        | 1:17,492 | 1:17,093 | –        | 10    |
| 12                                                                        | Nico Hülkenberg  | Force India-Mercedes | 1:17,552 | 1:17,193 | –        | 11    |
| 13                                                                        | Felipe Massa     | Williams-Mercedes    | 1:17,679 | 1:17,278 | –        | 12    |
| 14                                                                        | Fernando Alonso  | McLaren-Honda        | 1:17,778 | 1:26,632 | –        | 13    |
| 15                                                                        | Felipe Nasr      | Sauber-Ferrari       | 1:18,101 | –        | –        | 14    |
| 16                                                                        | Valtteri Bottas  | Williams-Mercedes    | 1:18,434 | –        | –        | 16    |
| 17                                                                        | Marcus Ericsson  | Sauber-Ferrari       | 1:18,513 | –        | –        | 17    |
| 18                                                                        | Will Stevens     | Marussia-Ferrari     | 1:20,655 | –        | –        | 18    |
| 19                                                                        | Roberto Merhi    | Marussia-Ferrari     | 1:20,904 | –        | –        | 19    |
| 107-Prozent-Zeit: 1:21,885 min (bezogen auf Q1-Bestzeit von 1:16,528 min) |                  |                      |          |          |          |       |
| DSQ                                                                       | Carlos Sainz jr. | Toro Rosso-Renault   | 1:17,246 | 1:16,762 | 1:16,931 | Box   |

Anmerkungen
1. ↑  Grosjean wurde wegen eines vorzeitigen Getriebewechsels um fünf Startpositionen nach hinten versetzt.
2. ↑  Sainz jr. wurde disqualifiziert, da er die Aufforderung ignoriert hatte, sein Fahrzeug wiegen zu lassen.

### Rennen
| Pos. | Fahrer           | Konstrukteur         | Runden | Stopps | Zeit        | Start | Schnellste Runde |
| ---- | ---------------- | -------------------- | ------ | ------ | ----------- | ----- | ---------------- |
| 01   | Nico Rosberg     | Mercedes             | 78     | 1      | 1:49:18,420 | 02    | 1:18,599 (76.)   |
| 02   | Sebastian Vettel | Ferrari              | 78     | 1      | + 4,486     | 03    | 1:18,854 (75.)   |
| 03   | Lewis Hamilton   | Mercedes             | 78     | 2      | + 6,053     | 01    | 1:18,676 (42.)   |
| 04   | Daniil Kwjat     | Red Bull-Renault     | 78     | 1      | + 11,965    | 05    | 1:19,130 (75.)   |
| 05   | Daniel Ricciardo | Red Bull-Renault     | 78     | 2      | + 13,608    | 04    | 1:18,063 (74.)   |
| 06   | Kimi Räikkönen   | Ferrari              | 78     | 1      | + 14,345    | 06    | 1:19,651 (74.)   |
| 07   | Sergio Pérez     | Force India-Mercedes | 78     | 2      | + 15,013    | 07    | 1:19.657 (74.)   |
| 08   | Jenson Button    | McLaren-Honda        | 78     | 2      | + 16,063    | 10    | 1:19,490 (76.)   |
| 09   | Felipe Nasr      | Sauber-Ferrari       | 78     | 2      | + 23,626    | 14    | 1:20,017 (76.)   |
| 10   | Carlos Sainz jr. | Toro Rosso-Renault   | 78     | 1      | + 25,056    | Box   | 1:19,816 (48.)   |
| 11   | Nico Hülkenberg  | Force India-Mercedes | 78     | 2      | + 26,232    | 11    | 1:19,921 (46.)   |
| 12   | Romain Grosjean  | Lotus-Mercedes       | 78     | 1      | + 28,415    | 15    | 1:20,483 (40.)   |
| 13   | Marcus Ericsson  | Sauber-Ferrari       | 78     | 3      | + 31,159    | 17    | 1:19.285 (75.)   |
| 14   | Valtteri Bottas  | Williams-Mercedes    | 78     | 2      | + 45,789    | 16    | 1:18,944 (74.)   |
| 15   | Felipe Massa     | Williams-Mercedes    | 77     | 3      | + 1 Runde   | 12    | 1:19,764 (72.)   |
| 16   | Roberto Merhi    | Marussia-Ferrari     | 76     | 1      | + 2 Runden  | 19    | 1:21,715 (47.)   |
| 17   | Will Stevens     | Marussia-Ferrari     | 76     | 1      | + 2 Runden  | 18    | 1:22,693 (58.)   |
| –    | Max Verstappen   | Toro Rosso-Renault   | 62     | 2      | DNF         | 09    | 1:18,873 (49.)   |
| –    | Fernando Alonso  | McLaren-Honda        | 41     | 1      | DNF         | 13    | 1:20,459 (36.)   |
| –    | Pastor Maldonado | Lotus-Mercedes       | 5      | 0      | DNF         | 08    | 1:22,271 (03.)   |

## WM-Stände nach dem Rennen
Die ersten zehn des Rennens bekamen 25, 18, 15, 12, 10, 8, 6, 4, 2 bzw. 1 Punkt(e).

### Fahrerwertung
| Pos. | Fahrer           | Konstrukteur         | Punkte |
| ---- | ---------------- | -------------------- | ------ |
| 01   | Lewis Hamilton   | Mercedes             | 126    |
| 02   | Nico Rosberg     | Mercedes             | 116    |
| 03   | Sebastian Vettel | Ferrari              | 98     |
| 04   | Kimi Räikkönen   | Ferrari              | 60     |
| 05   | Valtteri Bottas  | Williams-Mercedes    | 42     |
| 06   | Felipe Massa     | Williams-Mercedes    | 39     |
| 07   | Daniel Ricciardo | Red Bull-Renault     | 35     |
| 08   | Daniil Kwjat     | Red Bull-Renault     | 17     |
| 09   | Romain Grosjean  | Lotus-Mercedes       | 16     |
| 10   | Felipe Nasr      | Sauber-Ferrari       | 16     |
| 11   | Sergio Pérez     | Force India-Mercedes | 11     |

| Pos. | Fahrer           | Konstrukteur         | Punkte |
| ---- | ---------------- | -------------------- | ------ |
| 12   | Carlos Sainz jr. | Toro Rosso-Renault   | 9      |
| 13   | Max Verstappen   | Toro Rosso-Renault   | 6      |
| 14   | Nico Hülkenberg  | Force India-Mercedes | 6      |
| 15   | Marcus Ericsson  | Sauber-Ferrari       | 5      |
| 16   | Jenson Button    | McLaren-Honda        | 4      |
| 17   | Fernando Alonso  | McLaren-Honda        | 0      |
| 18   | Roberto Merhi    | Marussia-Ferrari     | 0      |
| 19   | Will Stevens     | Marussia-Ferrari     | 0      |
| 20   | Pastor Maldonado | Lotus-Mercedes       | 0      |
| –    | Kevin Magnussen  | McLaren-Honda        | 0      |

### Konstrukteurswertung
| Pos. | Konstrukteur      | Punkte |
| ---- | ----------------- | ------ |
| 1    | Mercedes          | 242    |
| 2    | Ferrari           | 158    |
| 3    | Williams-Mercedes | 81     |
| 4    | Red Bull-Renault  | 52     |
| 5    | Sauber-Ferrari    | 21     |

| Pos. | Konstrukteur         | Punkte |
| ---- | -------------------- | ------ |
| 06   | Force India-Mercedes | 17     |
| 07   | Lotus-Mercedes       | 16     |
| 08   | Toro Rosso-Renault   | 15     |
| 09   | McLaren-Honda        | 4      |
| 10   | Marussia-Ferrari     | 0      |